# Matthew Harrison (acteur, 1968)
Pour les articles homonymes, voir Harrison.
Matthew Harrison est un acteur canadien né le 17 décembre 1968 à Montréal au Quebec

## Filmographie

### Cinéma
- 2000 : Roméo doit mourir : Dave
- 2001 : 13 fantômes : Damon
- 2002 : The House Next Door : Tom Peterson
- 2003 : Sister Blue : Buddy
- 2006 : En quête d'innocence : Green l'avocat de la défense
- 2006 : La Nuit au musée : un homme de Néandertal
- 2008 : Downloading Nancy : le commentateur de la vidéo de golf
- 2008 : Ace of Hearts : Jimmy Boder
- 2009 : Watchmen : Les Gardiens : le journaliste étranger
- 2009 : Docteur Dolittle 5 : le réalisateur
- 2009 : La Nuit au musée 2 : un homme de Néandertal
- 2011 : What Could Have Been : William
- 2014 : La Nuit au musée : Le Secret des Pharaons : un homme de Néandertal
- 2015 : No Men Beyond This Point : le secrétaire général des Nations unies
- 2015 : 12 Rounds 3: Lockdown : George Freemont

### Télévision
- 1999 : Don't Look Behind You : l'agent du FBI
- 1999 : Au-delà du réel : L'aventure continue : Orderly (1 épisode)
- 2000 : Sept jours pour agir : William (1 épisode)
- 2000 : Les Chemins de l'étrange : Chad (1 épisode)
- 2000 : Hollywood Off-Ramp : Ethan et le secouriste (2 épisodes)
- 2001 : Stargate SG-1 : Darian (1 épisode)
- 2001 : L'Enfant qui ne voulait pas mourir : Ryan Philips
- 2003 : Un crime passionnel : le photographe de la haute société
- 2003 : Tru Calling : Compte à rebours : Gregory (1 épisode)
- 2004 : Jake 2.0 : un technicien (1 épisode)
- 2004 : Smallville : un technicien (1 épisode)
- 2004 : Cold Squad, brigade spéciale : Abe Milfold (1 épisode)
- 2005 : Stargate Atlantis : un scientifique (1 épisode)
- 2005 : Réunion : Destins brisés : David Atkinson (1 épisode)
- 2006 : Godiva's : Joe (5 épisodes)
- 2006 : Les 4400 : Ryan Feel (1 épisode)
- 2007 : L'Intuition d'une mère : Richard Jenzen
- 2007 : Menace maternelle : Nick Hanford
- 2007 : Danger en altitude : Dean Phillips
- 2007-2014 : Supernatural : Stanton et Reggie (2 épisodes)
- 2008 : Tornades sur New York : Dr Quinn
- 2008-2009 : For Your Security : Virgil (3 épisodes)
- 2009 : Le Diable et moi : Walter Randolph (1 épisode)
- 2011 : Endgame : Karsh (1 épisode)
- 2011 : Chaos : l'assistant d'Higgins (11 épisodes)
- 2011 : Enquêteur malgré lui : Daniel Bethel (1 épisode)
- 2012 : L'Heure de la peur : Nathan Ackerman (1 épisode)
- 2014 : Continuum : Derek Richardson (3 épisodes)
- 2015 : Le cœur a ses raisons : Sweeney (1 épisode)
- 2015-2019 : La Boutique des secrets : Patrick White, Drew Foster et Drew Grant (5 épisodes)
- 2016 : Motive : Rick Morten (1 épisode)
- 2016 : DC : Legends of Tomorrow : Tor Degaton (1 épisode)
- 2017 : Destin brisé : Britney Spears, l'enfer de la gloire : James Spears
- 2017 : Béliveau : Hartland Molson (5 épisodes)
- 2017 : Rogue : Michael Reynolds (4 épisodes)
- 2018 : The Arrangement : Hudson (1 épisode)
- 2019 : A Million Little Things : le gérant de la banque (1 épisode)
- 2019 : Valley of the Boom : un directeur (1 épisode)
- 2019 : Riverdale : M. Wallis (1 épisode)
- 2020 : Dead Over Diamonds: Picture Perfect Mysteries : Patrick Risand